# Världsmästerskapen i landsvägscykling 2013
Världsmästerskapen i landsvägscykling 2013 avgjordes i Florens, Italien under perioden 22–29 september 2013.

## Medaljsummering

### Elittävlingar
| Herrar                          | Guld | Guld       | Silver | Silver  | Brons | Brons   |
| Linjelopp – 29 sept. 272,26 km  | Rui Costa · Portugal | 7:25.44    | Joaquim Rodríguez · Spanien | + 0.00  | Alejandro Valverde · Spanien | + 0.15  |
| Tempolopp – 25 sept. 57,86 km   | Tony Martin · Tyskland | 1:05.36,65 | Bradley Wiggins · Storbritannien | + 46,09 | Fabian Cancellara · Schweiz | + 48,34 |
| Lagtempolopp – 22 sept. 57,2 km | Omega Pharma–Quick-Step · Sylvain Chavanel (FRA) · Michał Kwiatkowski (POL) · Tony Martin (GER) · Niki Terpstra (NED) · Kristof Vandewalle (BEL) · Peter Velits (SVK) | 1:04.16,81 | Orica–GreenEDGE · Luke Durbridge (AUS) · Michael Hepburn (AUS) · Daryl Impey (RSA) · Brett Lancaster (AUS) · Jens Mouris (NED) · Svein Tuft (CAN) | + 0,81  | Team Sky · Edvald Boasson Hagen (NOR) · Chris Froome (GBR) · Vasil Kiryjenka (BLR) · Richie Porte (AUS) · Kanstantsin Siŭtsoŭ (BLR) · Geraint Thomas (GBR) | + 22,55 |

| Damer                            | Guld | Guld     | Silver | Silver    | Brons | Brons     |
| Linjelopp – 28 sept. 140,05 km   | Marianne Vos · Nederländerna | 3:44.00  | Emma Johansson · Sverige | + 0.15    | Rossella Ratto · Italien | + 0.15    |
| Tempolopp – 24 sept. 21,8 km     | Eleonora van Dijk · Nederländerna | 27.48,18 | Linda Villumsen · Nya Zeeland | + 24,10   | Carmen Small · USA | + 28,74   |
| Lagtempolopp – 22 sept. 42,79 km | Specialized–lululemon · Lisa Brennauer (GER) · Katie Colclough (GBR) · Carmen Small (USA) · Evelyn Stevens (USA) · Elleonora van Dijk (NED) · Trixi Worrack (GER) | 51.10,69 | Rabobank–Liv Giant · Lucinda Brand (NED) · Thalita de Jong (NED) · Pauline Ferrand-Prévot (FRA) · Roxane Knetemann (NED) · Annemiek van Vleuten (NED) · Marianne Vos (NED) | + 1.11,09 | Orica-AIS · Annette Edmondson (AUS) · Shara Gillow (AUS) · Loes Gunnewijk (NED) · Melissa Hoskins (AUS) · Emma Johansson (SWE) · Amanda Spratt (AUS) | + 1.33,83 |

### U-23-tävlingar
| Herrar                         | Guld                       | Guld     | Silver                     | Silver  | Brons                         | Brons     |
| Linjelopp – 27 sept. 173,19 km | Matej Mohorič · Slovenien  | 4:20.18  | Louis Meintjes · Sydafrika | + 0.03  | Sondre Enger · Norge          | + 0.13    |
| Tempolopp – 23 sept. 43,46 km  | Damien Howson · Australien | 49.49,97 | Yoann Paillot · Frankrike  | + 57,11 | Lasse Norman Hansen · Danmark | + 1.10,13 |

### Juniortävlingar
| Herrar                         | Guld                                 | Guld     | Silver                     | Silver | Brons                  | Brons   |
| Linjelopp – 28 sept. 140,05 km | Mathieu van der Poel · Nederländerna | 3:33.14  | Mads Pedersen · Danmark    | + 0.03 | Iltjan Nika · Albanien | + 0.03  |
| Tempolopp – 24 sept. 21,8 km   | Igor Decraene · Belgien              | 26,56,83 | Mathias Krigbaum · Danmark | + 8,66 | Zeke Mostov · USA      | + 20,97 |

| Damer                         | Guld                        | Guld     | Silver                           | Silver | Brons                        | Brons  |
| Linjelopp – 27 sept. 82,85 km | Amalie Dideriksen · Danmark | 2:32.23  | Anastasiia Iakovenko · Ryssland  | + 0.00 | Olena Demydova · Ukraina     | + 0.03 |
| Tempolopp – 23 sept. 16,19 km | Séverine Eraud · Frankrike  | 22.42,63 | Alexandria Nicholls · Australien | + 2,69 | Alexandra Manly · Australien | + 8,17 |

## Medaljfördelning

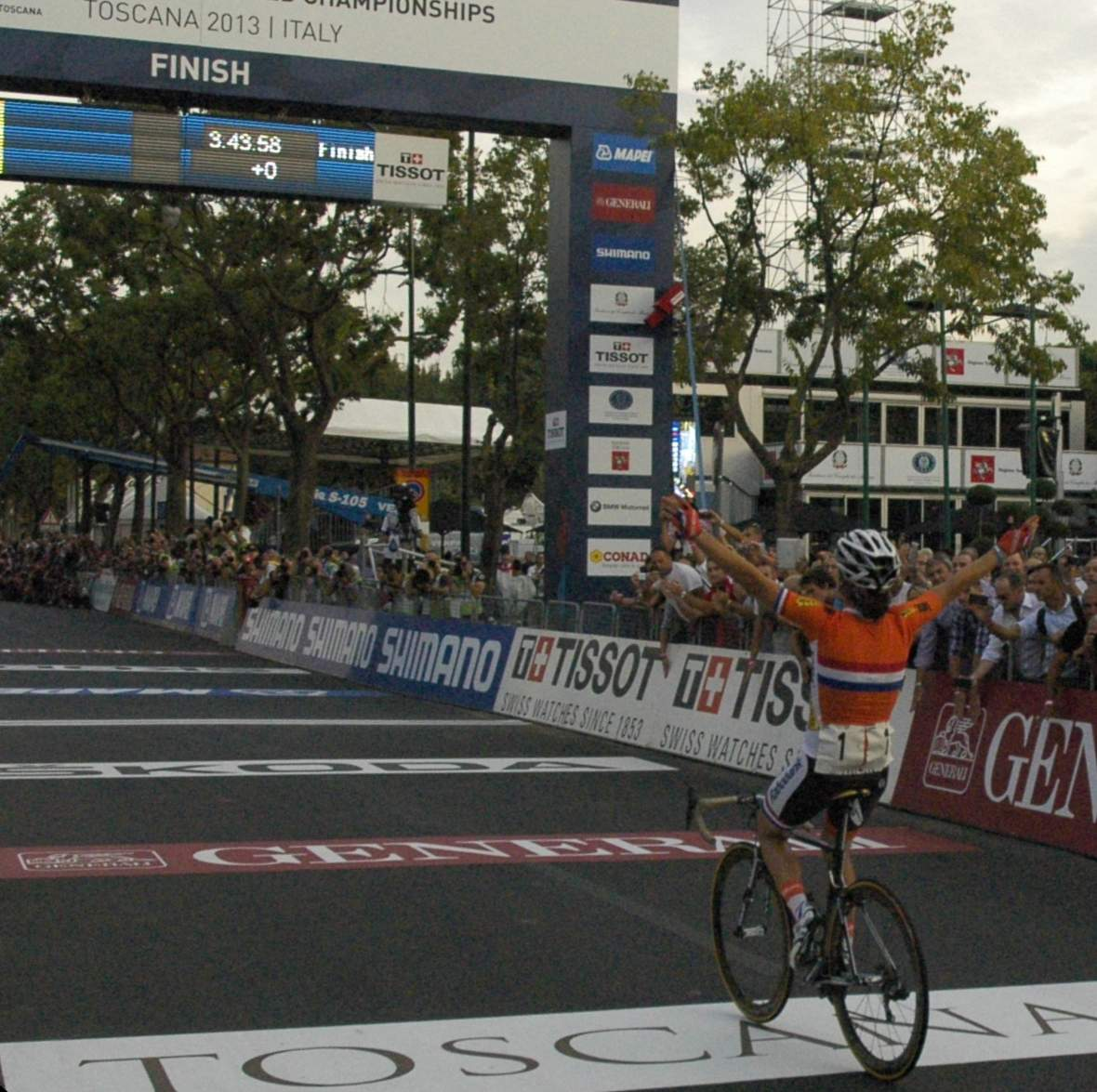
Världsmästare Marianne Vos (Nederländerna).

| Pl. | Nation         | Guld | Silver | Brons | Totalt |
| --- | -------------- | ---- | ------ | ----- | ------ |
| 1.  | Nederländerna  | 3    | 1      | 0     | 4      |
| 2.  | Belgien        | 2    | 0      | 0     | 2      |
| 3.  | Australien     | 1    | 2      | 2     | 5      |
| 4.  | Danmark        | 1    | 2      | 1     | 4      |
| 5.  | Frankrike      | 1    | 1      | 0     | 2      |
| 6.  | USA            | 1    | 0      | 2     | 3      |
| 7.  | Portugal       | 1    | 0      | 0     | 1      |
| 7.  | Slovenien      | 1    | 0      | 0     | 1      |
| 7.  | Tyskland       | 1    | 0      | 0     | 1      |
| 10. | Spanien        | 0    | 1      | 1     | 2      |
| 10. | Storbritannien | 0    | 1      | 1     | 2      |
| 12. | Nya Zeeland    | 0    | 1      | 0     | 1      |
| 12. | Ryssland       | 0    | 1      | 0     | 1      |
| 12. | Sverige        | 0    | 1      | 0     | 1      |
| 12. | Sydafrika      | 0    | 1      | 0     | 1      |
| 16. | Albanien       | 0    | 0      | 1     | 1      |
| 16. | Italien        | 0    | 0      | 1     | 1      |
| 16. | Norge          | 0    | 0      | 1     | 1      |
| 16. | Schweiz        | 0    | 0      | 1     | 1      |
| 16. | Ukraina        | 0    | 0      | 1     | 1      |